# Beyoncé (album)
Beyoncé – piąty album studyjny amerykańskiej wokalistki Beyoncé, wydany 13 grudnia 2013 roku nakładem Columbia Records i Parkwood Entertainment. 
Premiera krążka odbyła się bez wcześniejszej zapowiedzi wokalistki, co miało znaczący wpływ na taką formę wydawnictwa na rynku muzycznym. Wydawnictwo łączące w sobie muzykę elektro z contemporary R&B zostało pozytywnie przyjęte przez krytyków (uznane za najlepszy album roku przez Billboard oraz Los Angeles Times) oraz uzyskało sukces komercyjny, zajmując pierwsze miejsce listy Billboard 200 oraz będąc najszybciej sprzedającym się krążkiem w historii iTunes Store. Beyoncé otrzymało nagrodę Grammy w kategorii najlepszy album Urban Contemporary oraz nominację w kategorii album roku.  

## Nagrywanie i charakterystyka
Nagrywanie albumu rozpoczęło się latem 2012 w Hamptons, gdzie artystka wówczas mieszkała. Współpracowała wówczas z: Sią, Justinem Timberlakiem, Timbalandem oraz producentem The-Dream. Następnie produkcję przeniesiono do studiów w Nowym Jorku, gdzie stworzono większość piosenek do albumu, nie licząc: „Pretty Hurts” (nagrane w Hamptons), „Superpower” oraz „Heaven” (nagrane w Kalifornii), a także „No Angel” (skomponowany w Londynie) i „XO” (stworzony w Berlinie i Sydney). W sumie stworzono 80 utworów na album, z czego 17 wykorzystano na wydawnictwie. 
Album definiowany jest muzycznie jako połączenie muzyki elektro z contemporary R&B, dodatkowo zauważone przez krytyków zostały wpływy: soulu, hip hopu, synth popu oraz funku. Tematyką albumu jest przede wszystkim seksualność (utwory „Drunk In Love”, „Partition”, „Haunted”, „Rocket” oraz „Blow”), jak i: miłość („Jealous”, „Mine” „Superpower”, „Angel” oraz „XO”), śmierć („Heaven”), samoakceptacja („Pretty Hurts”), feminizm ( „***Flawless”) i macierzyństwo („Blue”). 

## Wydanie i promocja

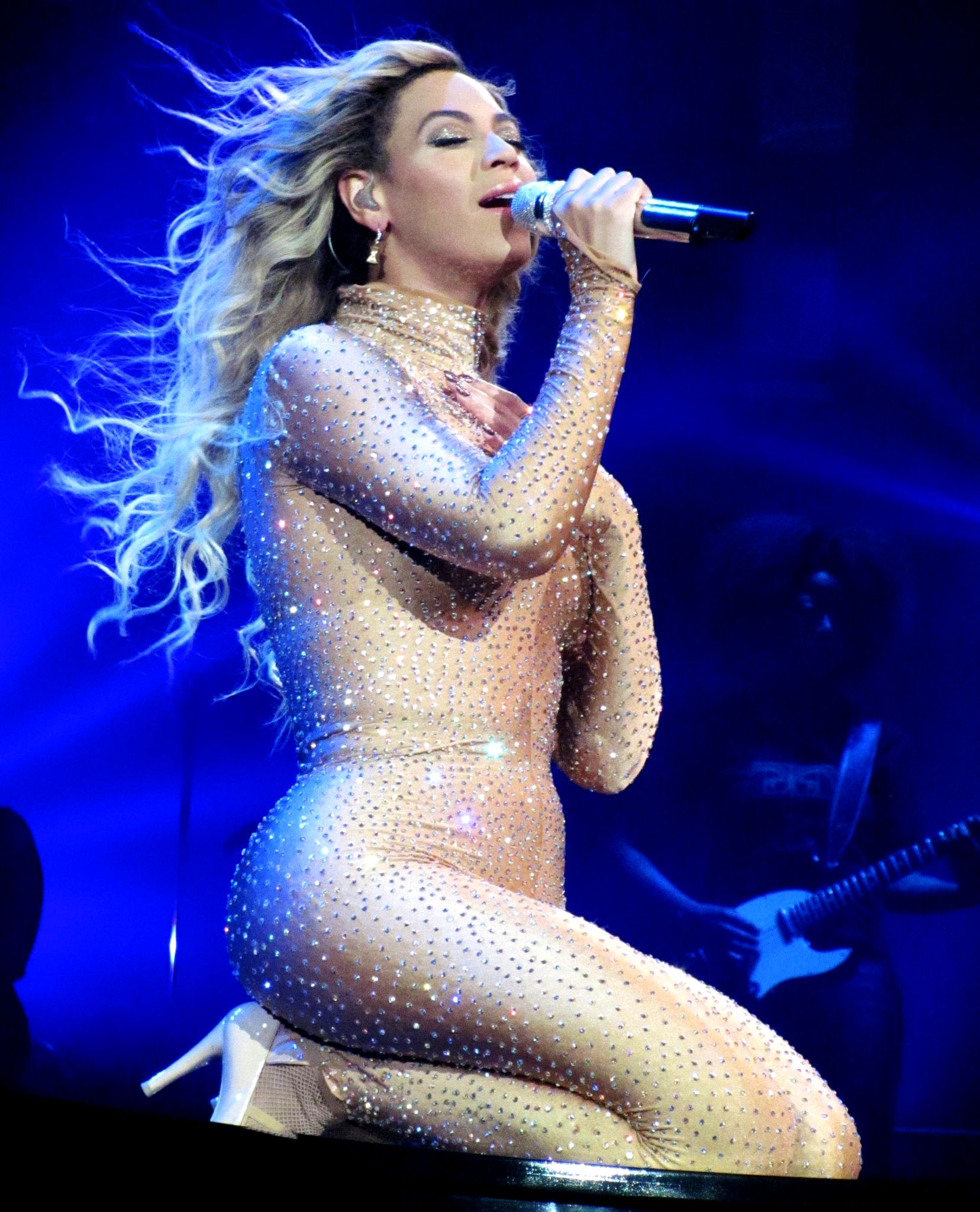
Beyoncé w czasie europejskiej części trasy The Mrs. Carter Show World Tour, podczas której po raz pierwszy wykonywała utwory z albumu Beyoncé

W marcu 2013 na koncie SoundCloud Beyoncé ukazał się dwuczęściowy utwór hiphopowy zatytułowany „Bow Down/I Been On” (w wersji studyjnej elementy utworów zawarte są w  „***Flawless”). Wydanie wzbudziło informacje o możliwym opublikowaniu nowego albumu studyjnego, jednak ani Beyoncé, ani jej przedstawiciele nie skomentowali tych plotek. 15 kwietnia 2013 piosenkarka wyruszyła w trasę koncertową The Mrs. Carter Show World Tour. W maju tego samego roku nieznane wcześniej utwory „Grown Woman” oraz „Standing on the Sun” zostały wykorzystane w reklamach kolejno Pepsi oraz H&M (piosenki ostatecznie znalazły się na wersji deluxe albumu).  
W piątek 13 grudnia 2013 album został wydany wczesnym rankiem bez wcześniejszej zapowiedzi ani promocji wyłącznie w sklepie iTunes Store. Beyoncé tłumaczyła następująco taki sposób publikacji: 

„Tęsknię za tym wciągającym doświadczeniem, teraz ludzie słuchają tylko kilku sekund piosenki na swoich iPodach i tak naprawdę nie angażują się w całe doświadczenie. Wszystko kręci się wokół singla i szumu wokół niego”.

13 grudnia utwór „XO” został po raz pierwszy wykonany na żywo podczas The Mrs. Carter Show World Tour. Krążek był dostępny tylko w aplikacji firmy Apple do 20 grudnia, kiedy rozpoczęła się ogólna dystrybucja. Singlami promującymi album zostały: „XO”, „Drunk In Love”, „Partition” oraz „Pretty Hurts”. W styczniu 2014 po raz pierwszy wykonała „Drunk in Love” na 56. dorocznej gali rozdania nagród Grammy. W lutym lista utworów wykonywanych na trasie koncertowej została zmodyfikowana i dodano piosenki z albumu Beyoncé. Trzy miesiące po zakończeniu The Mrs. Carter Show World Tour wyruszała wspólnie z Jayem-Z w tournée On the Run Tour. W sierpniu 2014 wykonała szesnastominutowy medley utworów z albumu podczas gali MTV Video Music Awards. 24 listopada 2014 opublikowano rozszerzoną wersję albumu Beyoncé (Platinum Edition), zawierającą dodatkowe piosenki – „7/11" , „Ring Off”, „Standing on the Sun”, „Blow (Remix)” (feat. Pharrell Williams) oraz „Drunk in Love (Remix)” (feat. Jay-Z & Kanye West).

## Album wizualny
Na potrzeby albumu Beyoncé stworzono 17 teledysków. Filmy zostały nakręcone między czerwcem a listopadem 2013 w różnych krajach, podczas gdy piosenkarka podróżowała w ramach swojej światowej trasy koncertowej. Todd Tourso, który wyreżyserował teledyski do „Jealous” i „Heaven”, pełnił funkcję dyrektora kreatywnego całego projektu. Hype Williams wyreżyserował teledyski do „Drunk in Love” i „Blow”; Jake Nava nagrał „Partition”, „***Flawless” i „Grown Woman ”; Jonas Åkerlund stworzył nagrania do „Haunted” , jak i „Superpower”; sama Beyoncé współreżyserowała „Jealous”, „Rocket”, „Heaven” i „Blue”. Za pracę nad wizualizacjami Beyoncé otrzymała MTV Video Vanguard Award. 

## Odbiór

### Reakcja krytyków
Krążek otrzymał powszechne uznanie krytyków. Album uzyskał następujące średnie oceny w serwisach agregujących recenzje albumów muzycznych: 82 punktów na 100 w Album of the Year, 8.1 na 10 w AnyDecentMusic?, oraz 85na 100 w Metacritic. 
| Magazyn              | Lista                                              | Pozycja     | Przypis |
| -------------------- | -------------------------------------------------- | ----------- | ------- |
| Apple Music          | 100 najlepszych albumów wszech czasów              | 36. miejsce | [ 45 ]  |
| Associated Press     | 10 najlepszych albumów 2013 roku                   | 5. miejsce  | [ 46 ]  |
| Associated Press     | 15 najlepszych albumów dekady (2010–2019)          | 3. miejsce  | [ 47 ]  |
| Billboard            | 15 najlepszych albumów 2013 roku                   | 1. miejsce  | [ 48 ]  |
| Billboard            | 100 najlepszych albumów dekady (2010–2019)         | 11. miejsce | [ 49 ]  |
| Consequence of Sound | 100 najlepszych albumów dekady (2010–2019)         | 79. miejsce | [ 50 ]  |
| Consequence of Sound | 75 najlepszych albumów ostatnich 15 lat (2022 rok) | 37. miejsce | [ 51 ]  |
| Digital Spy          | 15 najlepszych albumów 2013 roku                   | 9. miejsce  | [ 52 ]  |
| Entertainment Weekly | Najlepsze albumy 2013 roku                         | 21. miejsce | [ 53 ]  |
| Los Angeles Times    | 10 najlepszych albumów 2013 roku                   | 1. miejsce  | [ 54 ]  |
| NME                  | 100 najlepszych albumów dekady (2010–2019)         | 55. miejsce | [ 55 ]  |
| Pitchfork            | 200 najlepszych albumów dekady (2010–2019)         | 3. miejsce  | [ 56 ]  |
| Rolling Stone        | 100 najlepszych albumów dekady (2010–2019)         | 26. miejsce | [ 57 ]  |
| Rolling Stone        | 500 najlepszych albumów wszech czasów              | 81. miejsce | [ 58 ]  |
| The Guardian         | 100 najlepszych albumów XXI wieku                  | 9. miejsce  | [ 59 ]  |

### Nagrody i nominacje
| Rok  | Nagroda                 | Kategoria                          | Rezultat  | Przypisy |
| ---- | ----------------------- | ---------------------------------- | --------- | -------- |
| 2014 | American Music Awards   | Ulubiony album soul/R&B            | Wygrana   | [ 60 ]   |
| 2014 | Billboard Music Awards  | Top Billboard 200 Album            | Nominacja | [ 61 ]   |
| 2014 | Billboard Music Awards  | Top R&B Album                      | Nominacja | [ 61 ]   |
| 2014 | Soul Train Music Awards | Album roku                         | Wygrana   | [ 62 ]   |
| 2015 | Nagrody Grammy          | Album roku                         | Nominacja | [ 63 ]   |
| 2015 | Nagrody Grammy          | Najlepszy album Surround Sound     | Nominacja | [ 63 ]   |
| 2015 | Nagrody Grammy          | Najlepszy album Urban Contemporary | Wygrana   | [ 63 ]   |
| 2015 | NAACP Image Awards      | Wybitny album                      | Nominacja | [ 64 ]   |

### Sukces komercyjny
Beyoncé zadebiutowała na pierwszym miejscu na liście Billboard 200, ze sprzedażą 617 213 kopii cyfrowych w ciągu trzech dni. W drugim tygodniu album pozostał na pierwszym miejscu, sprzedając się w nakładzie dodatkowych 374 000 egzemplarzy. Dziesięć dni po premierze Beyoncé sprzedała 991 000 egzemplarzy w USA, co uczyniło go najlepiej sprzedającym się albumem kobiecej artystki w 2013 roku. 16 grudnia Apple Inc. ogłosiło, że Beyoncé był najszybciej sprzedającym się albumem w historii iTunes Store, zarówno w Stanach Zjednoczonych, jak i na całym świecie. Według Międzynarodowej Federacji Przemysłu Fonograficznego w ciągu ostatnich dziewiętnastu dni 2013 roku album sprzedał się w nakładzie 2,3 miliona egzemplarzy na całym świecie, stając się dziesiątym najlepiej sprzedającym się albumem 2013 roku. W 2014 roku Beyoncé znalazł się na drugim miejscu najpopularniejszych albumów roku na liście Billboard 200. 

## Wpływ

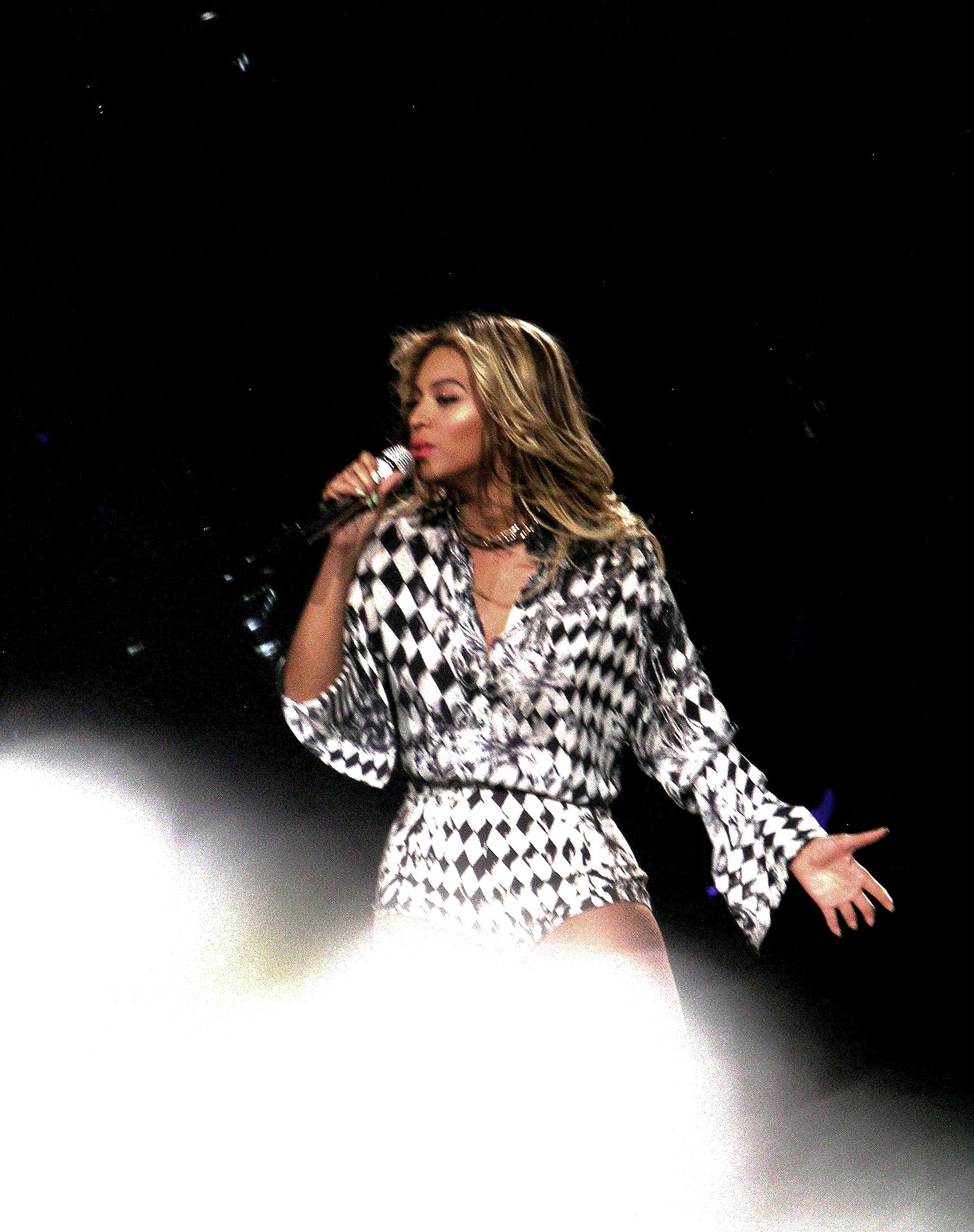
Niespodziewane wydawnictwo miało przyczynić się do wyboru piątku, jako międzynarodowego dnia premier muzycznych

Niezapowiedziane wydanie albumu zostało określone przez Petera Robinsona z The Guardian jako „Beyoncégeddon”, przypisując Beyoncé branżową zmianę myślenia o roli wydawania krążków z komercyjnej na jakościową. Henry Knight z BBC stwierdził, że „album Beyoncé o tym samym tytule nie tylko okazał się innowacyjny muzycznie, ale także przepisał model biznesowy branży”. Strategia marketingowa polegająca na wydaniu albumu z niewielkim wyprzedzeniem lub bez niego na podstawie krążka Beyoncé była przedmiotem studium w Harvard University School of Business. Beyoncé przypisuje się popularyzację albumu-niespodzianki, a akt wydania projektu bez wcześniejszego ogłoszenia był później stosowany przez wielu artystów, w tym Drake'a, Kanye Westa i Eminema. 
W 2015 Międzynarodowa Federacja Przemysłu Fonograficznego ogłosiła, że nowe premiery muzyczne będą odbywały się w piątki (wcześniej dzień tygodnia był zależny od kraju lub wytwórni). Według Kelsey McKinney z Vox jednym z czynników wpływających na tą zmianę był niespodziewany album Beyoncé wydany w piątek 13 grudnia 2013. Wtóruje jej Andrew Flanagan z Billboardu, pisząc, że „Po siedmiu miesiącach półpublicznych rozmów, rozmowa zainicjowana częściowo przez australijskie piractwo i niespodziewane wydanie Beyoncé w grudniu 2013 doprowadziła do tego, że światowy przemysł muzyczny zaakceptował piątek jako datę premiery nowych albumów”. 

## Lista utworów
| Nr  | Tytuł utworu                                    | Autorzy                                                                                       | Produkcja                                                        | Długość |
| --- | ----------------------------------------------- | --------------------------------------------------------------------------------------------- | ---------------------------------------------------------------- | ------- |
| 1.  | „Pretty Hurts”                                  | Ammo, Sia, Beyoncé Knowles                                                                    | Ammo, Knowles                                                    | 4:17    |
| 2.  | „Haunted”                                       | Boots, Knowles                                                                                | Boots, Knowles                                                   | 6:09    |
| 3.  | „Drunk in Love” (featuring Jay-Z)               | Noel Fisher, Knowles, Jay-Z, Andre Proctor, Rasool Díaz, Brian Soko, Timbaland, Jerome Harmon | Detail, The Order, Knowles, Timbaland, Harmon, Boots             | 5:23    |
| 4.  | „Blow”                                          | Pharrell Williams, Knowles, James Fauntleroy, Mosley, Harmon, Justin Timberlake, Terius Nash  | Williams, Knowles, Timbaland, Harmon                             | 5:09    |
| 5.  | „No Angel”                                      | Caroline Polachek, Knowles, Fauntleroy                                                        | Polachek, Knowles, Patrick Wimberly, Fauntleroy, Boots           | 3:48    |
| 6.  | „Partition”                                     | Nash, Knowles, Timberlake, Mosley, Harmon, Dwane Weir, Mike Dean                              | Timbaland, Harmon, Timberlake, Knowles, Key Wane, Dean, Boots    | 5:19    |
| 7.  | „Jealous”                                       | Fisher, Knowles, Proctor, Díaz, Soko, Boots                                                   | Detail, The Order, Knowles, Boots, Hit-Boy, Haze, Banga, Proctor | 3:04    |
| 8.  | „Rocket”                                        | Miguel Pimentel, Knowles, Timberlake, Mosley, Harmon, Fauntleroy                              | Timbaland, Knowles, Harmon                                       | 6:31    |
| 9.  | „Mine” (featuring Drake)                        | Noah Shebib, Aubrey Graham, Knowles, Jordan Ullman, Sidney Brown, Weir                        | Shebib, Majid Jordan, Brown                                      | 6:18    |
| 10. | „XO”                                            | Nash, Ryan Tedder. Knowles                                                                    | The-Dream, Tedder, Knowles, Hit-Boy, HazeBanga                   | 3:35    |
| 11. | „Flawless” (featuring Chimamanda Ngozi Adichie) | Nash, Knowles, Chauncey Hollis, Raymond Martin, Rashad Muhammad                               | Hit-Boy, Knowles, Rey Reel Music, Haze, Banga, Boots             | 4:10    |
| 12. | „Superpower” (featuring Frank Ocean)            | Williams, Frank Ocean, Knowles                                                                | Williams, Boots                                                  | 4:36    |
| 13. | „Heaven”                                        | Boots, Knowles                                                                                | Boots, Knowles                                                   | 3:50    |
| 14. | „Blue” (featuring Blue Ivy Carter)              | Boots, Knowles                                                                                | Boots, Knowles                                                   | 4:26    |
|     |                                                 |                                                                                               |                                                                  | 1:06:35 |

## Notowania
| Lista przebojów (2013)              | Najwyższa pozycja |
| ----------------------------------- | ----------------- |
| Australia (ARIA Charts)             | 1                 |
| Austria (Ö3 Austria Top 40)         | 12                |
| Belgia (Ultratop Flandria)          | 4                 |
| Belgia (Ultratop Walonia)           | 9                 |
| Czechy (ČNS IFPI)                   | 5                 |
| Dania (Album Top-40)                | 2                 |
| Finlandia (Suomen virallinen lista) | 5                 |
| Francja (SNEP)                      | 13                |
| Hiszpania (PROMUSICAE)              | 8                 |
| Irlandia (IRMA)                     | 2                 |
| Kanada (Billboard Canadian Albums)  | 1                 |
| Niemcy (Media Control Charts)       | 11                |
| Norwegia (VG-Lista)                 | 2                 |
| Nowa Zelandia (Recorded Music NZ)   | 2                 |
| Polska (OLiS)                       | 3                 |
| Portugalia (AFP)                    | 3                 |
| Słowacja (ČNS IFPI)                 | 5                 |
| Stany Zjednoczone (Billboard 200)   | 1                 |
| Szwecja (Sverigetopplistan)         | 16                |
| Węgry (MAHASZ)                      | 26                |
| Wielka Brytania (OCC)               | 2                 |
| Włochy (FIMI)                       | 14                |